# Licence équivalente au domaine public
Les licences équivalentes au domaine public sont des licences qui donnent des droits équivalents au domaine public et/ou qui agissent comme des déclarations d’abandon du droit d’auteur (des waivers (en) en droit américain). Elles rendent ces œuvres sous copyright (ou droit d’auteur) utilisables par tout le monde sans condition et en évitant les complexités des questions d’attribution ou de compatibilité entre licences (en) qui peuvent exister avec d’autres licences.
Aucune permission ou licence n’est nécessaire pour les œuvres réellement dans le domaine public, telles que celles dont le copyright a expiré ou dont la durée du droit d’auteur est terminée : une telle œuvre peut être copiée à volonté. Les licences équivalentes au domaine public existent car certaines juridictions ne permettent pas aux auteurs de placer volontairement leurs œuvres dans le domaine public, mais leur permettent d’attribuer au public des droits étendus.
La déclaration d’une licence peut permettre aux auteurs, notamment aux auteurs de logiciels, de déclarer qu’aucune garantie n’est fournie, afin de se prémunir contre toute action légale contre eux-mêmes. Bien qu’il n’y ait pas de licence universellement reconnue, plusieurs licences ont pour objectif d’attribuer les mêmes droits que ceux qui s’appliqueraient à des œuvres dans le domaine public.

## Licences
En 2000, la « Do What the Fuck You Want To Public License » (WTFPL, littéralement « licence publique Foutez-en ce que vous voulez ») fut publiée comme licence équivalente au domaine public, pour les logiciels. Elle se distingue des autres licences logicielles par son style informel et l’absence d’avis de non-responsabilité relatif. En 2016, selon Black Duck Software, la WTFPL est utilisée dans moins de 1% des projets FLOSS.
En 2009, Creative Commons a publié la licence CC0 qui fut créée pour combler un manque dans les juridictions où il n’est pas possible de placer volontairement une œuvre dans le domaine public, comme en Europe continentale[réf. nécessaire]. Cette licence est une déclaration d’abandon volontaire des droits d’auteur (un waiver (en) en droit américain) et une licence très permissive pour les cas où la déclaration ne serait pas valide,. La Free Software Foundation, et la Open Knowledge Foundation ont approuvé la CC0 comme une licence recommandée pour placer un contenu dans le domaine public,. La FSF et l’Open Source Initiative ne recommandent toutefois pas l’usage de cette licence pour les logiciels, du fait d’une clause statuant expressement l’absence de licence de brevets, ce qui pourrait être un piège pour les utilisateurs si le logiciel était couvert par un brevet,. En juin 2016, une analyse de la liste des paquets du projet Fedora a placé la CC0 à la 17e place des licences les plus populaires.
La licence logicielle Unlicense, publiée vers 2010, permet d’abandonner ses droits d’auteur pour placer le logiciel dans le domaine public et, en second lieu, est une licence de type « domaine public » inspirée par les licences permissives sans la clause d’attribution,. En 2015, GitHub a déclaré que la licence Unlicense était utilisée approximativement par 102 000 des 5,1 millions de projets, soit 2% des projets.
La licence BSD Zero Clause retire la moitié d’une phrase de la licence ISC, ne laissant qu’une déclaration inconditionnelle de droits ainsi qu’un avis de non-responsabilité. Elle est listée par le Software Package Data Exchange comme licence BSD Zero Clause BSD avec l’identifiant SPDX 0BSD. Elle a été utilisée pour la première fois par Rob Landley pour le logiciel Toybox et est approuvée par l’OSI.
La licence MIT No Attribution est une variation de la licence MIT. Elle a été publiée en 2018 et a l’identifiant MIT-0 dans la liste des licences SPDX.

## Réception critique
Dans la communauté du logiciel libre, il y a eu une controverse pour savoir si le fait de placer un logiciel dans le domaine public constituait ou non une licence libre. En 2004, dans son essai "Why the public domain isn't a license" (« Pourquoi le domaine public n’est pas une licence »), le juriste Lawrence Rosen soutient que les logiciels ne peuvent pas vraiment être placés dans le domaine public, position qui voit l’opposition de Daniel J. Bernstein et d’autres. En 2012, Rosen change d’avis, accepte la CC0 comme une licence libre et admet que, contrairement à ses avis précédents, les droits d’auteur peuvent être abandonnés.
En 2011, la Free Software Foundation a ajouté la CC0 dans sa liste de licences libres et la recommandait pour placer un logiciel dans le domaine public, – position que la fondation a revue par la suite pour le cas des logiciels.
En février 2012, lorsque la licence CC0 a été soumise pour examen à l’Open Source Initiative, une controverse est née sur une clause qui excluait du champ de la licence tout brevet possédé par l’auteur. Cette clause avait été ajoutée en ayant en tête les données scientifiques plutôt que les logiciels, mais certains membres de l’OSI pensaient que ça pourrait affaiblir les droits des utilisateurs sur la question des brevets logiciels. En conséquence, Creative Commons a annulé sa demande d’examen et la licence n’est actuellement pas approuvée par l’OSI,. En juillet 2022, le projet Fedora a déprécié la CC0 pour le code logiciel pour les mêmes raisons mais continue de l’autoriser pour les contenus hors-code.
En juin 2020, à la suite d’une demande d’examen, l’OSI a formellement approuvé la Unlicense comme une licence répondant à la définition de l’open source.
Google n’autorise pas ses employés à contribuer à des projets sous licence équivalente au domaine public comme la Unlicense ou la CC0, mais autorise les contributions aux projets sous licence 0BSD ou relevant du domaine public du gouvernement fédéral des États-Unis (en).